# Ida Warg
Ida Maria Warg, född 27 november 1986 i Åmåls församling i dåvarande Älvsborgs län, är en svensk podcastare och influerare. Hon drev tidigare sedan många år tillbaka en blogg där hon bland annat skrev om träning och hälsa. År 2016 vann hon Blog Awards i kategorin Årets hälsoblogg.
Tillsammans med Viktor Frisk drev hon podcasten Den Friska Wargen vilken blev utsedd till årets podcast 2016. Sedan 2018 driver Warg podcasten Sånt är livet tillsammans med maken Alexander Pärleros. Ida och Alexander har en son, född 2018, och en dotter, född 2021.
År 2006 var Ida Warg med i TV-programmet Floor Filler på TV3 där hon bland annat tävlade med Sean Banan.
Warg bloggade fram till april 2020 på bloggportalen Baaam och började därefter med att blogga för Mama. I slutet av augusti samma år meddelade hon att hon skulle sluta att blogga.

## Priser och utmärkelser
- Årets hälsoblogg 2016[4]
- Finest Awards 2016[4]
- Årets podcast med Viktor Frisk 2017[4]